# کیدر بن عبدالله
کیدر بن عبدالله (عربی: كيدر نصر بن عبدالله) فرمانروای مصر در دوران خلافت عباسی بود. وی از تبار سغدی‌ها بوده است.